# Тиайнен, Юха
Юха Пекка Антеро Тиайнен (фин. Juha Pekka Antero Tiainen5 декабря 1955, Уукуниеми — 27 апреля 2003, Лаппеэнранта) — финский метатель молота, олимпийский чемпион Лос-Анджелеса (1984) с результатом 78,08 м. В том же году установил свой личный рекорд – 81,52 метра. Тиайнен шесть раз выигрывал чемпионат Финляндии (1977, 1979, 1981, 1984, 1987, 1990). После завершения карьеры работал тренером в своём виде спорта и тренером по физподготовке в хоккейном клубе СайПа. До самой смерти служил офицером полиции. Умер от вирусной пневмонии в апреле 2003 года. Похоронен на кладбище Паакасалми в Уукуниеми.
Первый и до сих пор единственный финский метатель молота, выигравший олимпийское золото.

## Достижения
| Год  | Соревнования                                     | Место проведения | Вид            | Место | Результат |  |
| ---- | ------------------------------------------------ | ---------------- | -------------- | ----- | --------- |  |
| 1980 | Летние Олимпийские игры 1980                     | Москва           | Метание молота | 10    | 71.38     |  |
| 1982 | Чемпионат Европы по лёгкой атлетике 1982         | Афины            | Метание молота | 12    | 72.12     |  |
| 1983 | Чемпионат мира по лёгкой атлетике 1983           | Хельсинки        | Метание молота | 9     | 75.60     |  |
| 1984 | Лёгкая атлетика на летних Олимпийских играх 1984 | Лос-Анджелес     | Метание молота | 1     | 78.08     |  |
| 1987 | Чемпионат мира по лёгкой атлетике 1987           | Рим              | Метание молота | 13    | 75.10     |  |
| 1988 | Лёгкая атлетика на летних Олимпийских играх 1988 | Сеул             | Метание молота | 16    | 73.74     |  |
| 1990 | Чемпионат Европы по лёгкой атлетике 1990         | Спалато          | Метание молота | 9     | 73.70     |  |